# 江戸二色
江戸二色（えどにしき・江都二色とも）は江戸時代の玩具絵本。1773年（安永2年）刊行。当時江戸で流行した玩具88種類の描画が収録されており、各々の図に木室卯雲の題歌が付属している。序文は大田南畝、図は北尾重政によって描かれている。享保から安永年間までの玩具や児童の生活を知る上で有益な情報を提供する史料として重宝される。

## 刊行の背景
「江戸二色」は日本で初めて発行された玩具絵本である。大阪府立中之島図書館の森田敏雄は文人たちの趣味・遊びの一環で刊行されたと推測した。安永・天明年間には、文人たちの間で狂歌のグループが盛んになり、そこから発展する形で「宝合会」なる集いが行われていた。これは参加者が「宝に似て非なる物」を持ち寄り、その由来をもっともらしくこじつけて披露する会で、江戸二色の浮世絵師、北尾重政の弟子たち（北尾政演・北尾政美）が参加している。森田はここから推測して、編者の木室卯雲周辺には玩具を趣味とする同様のグループがあり、集まった玩具と文章を一冊の絵本に仕立てたのが「江戸二色」であるとしている。
1826年（文政9年）に柳亭種彦が記した随筆「還魂紙料」によると、木室卯雲が幼い頃に目にしていた玩具を新旧問わずそれぞれ二色づつ集めて「江戸二色」と題したとタイトルの由来が残されている。